# Međunarodna mreža uličnih novina
Međunarodna mreža uličnih novina (eng. International Network of Street Papers, skr. INSP), međunarodna je udruga koja okuplja izdavače uličnih novina, utemeljena 1994. u Glasgowu. Okuplja 92 ulične novine objavljivane u 35 država na 25 jezika, a koje se prodaju u 1350 gradova i naselja.
U sklopu Mreže djeluje i Ulična novinska služba (eng. Street News Service, skr. SNS), kao novinska agencija za prenošenje eseja, vijesti, članaka čiji su autori beskućnici, ujedno i prodavači uličnih novina, ili tematski obrađuju pitanja beskućništva i siromaštva, osobito u većim gradovima.
U Hrvatskoj su Ulične svjetiljke dio Mreže.

## Vanjske poveznice
- Službene mrežne stranice (engl.)